# Tomi Lahren

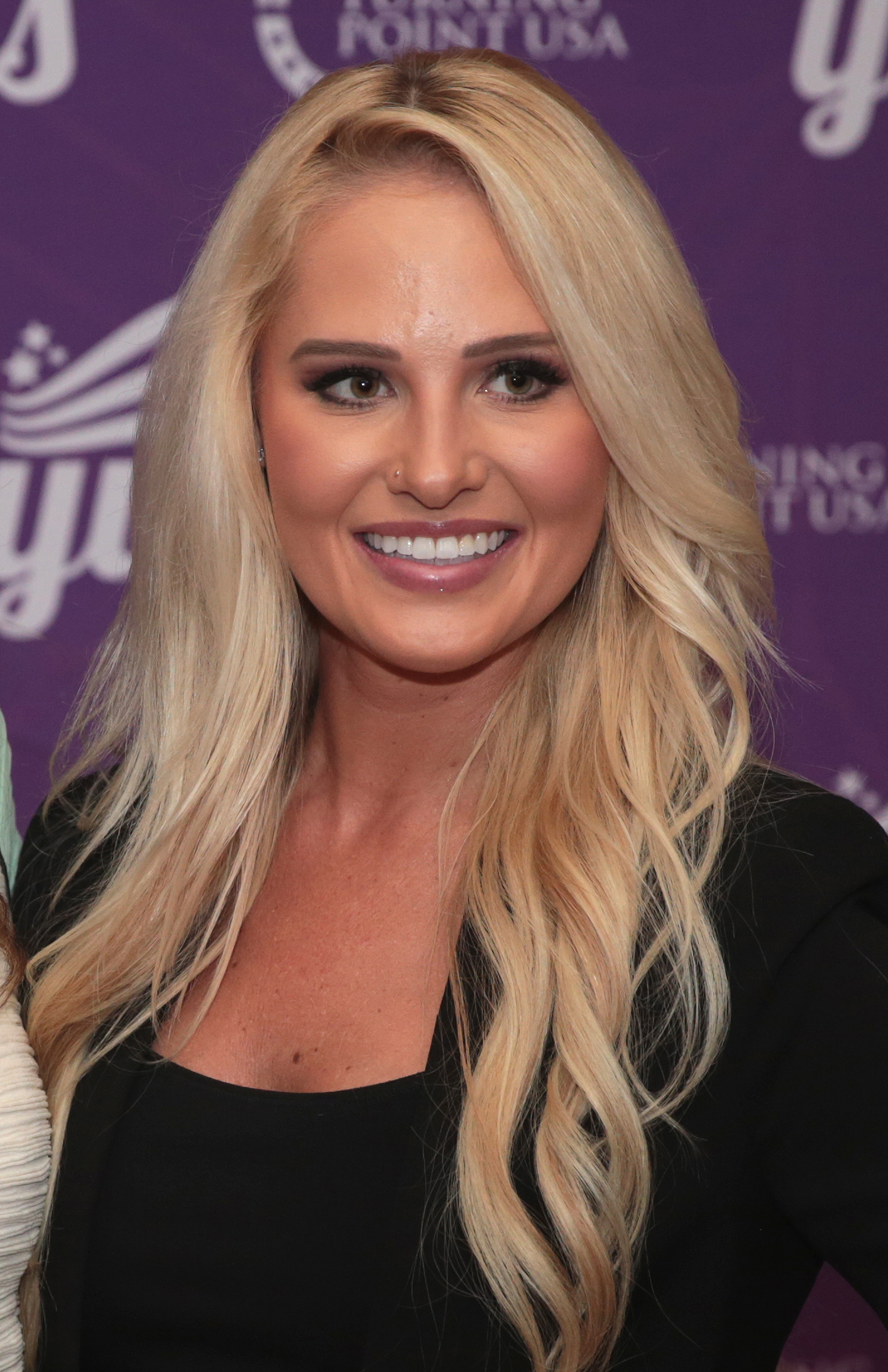
Tomi Lahren (2018)

Tomi Lahren (* 11. August 1992 in Rapid City, South Dakota) ist eine amerikanische Journalistin, die vor allem durch ihre Sendung Tomi beim konservativen Mediennetzwerk TheBlaze bekannt wurde. Nachdem Lahren im März 2017 in der Talkshow „The View“ erklärt hatte, für den legalen Schwangerschaftsabbruch einzutreten, wurde ihre Sendung bei TheBlaze abgesetzt. Sie heuerte daraufhin beim ebenfalls konservativen Fernsehsender Fox News an.

## Herkunft und Ausbildung
Tomi Lahren wuchs in Rapid City als Tochter von Viehzüchtern auf, die aus Deutschland und Norwegen stammen. Lahren besuchte die örtliche Central High School und fungierte dort unter anderem als Schulsprecherin. Nach dem Abschluss zog sie nach Las Vegas und studierte an der Universität von Nevada Politikwissenschaft und Journalismus. Während des Studiums produzierte sie für den Sender der Universität eine eigene politische Talkshow namens „The Scramble“. Im Jahr 2014 schloss sie ihre beiden Studienfächer mit dem Bachelor of Arts ab.

## Karriere
Nachdem Tomi Lahren bereits ein Praktikum im Büro der republikanischen Kongressabgeordneten Kristi Noem bestritten hatte, suchte sie nach einem konservativen Medium für ein weiteres Praktikum. Sie stieß dabei auf das One America News Network und bewarb sich dort. Nach einem Gespräch mit dem Leiter Robert Herring bot dieser ihr eine eigene Talkshow an. Lahren willigte ein und zog nach San Diego. Ihre Show On Point with Tomi Lahren wurde ab August 2014 ausgestrahlt. Im Juli 2015 sorgte sie mit einem millionenfach angesehenen Video für Aufsehen, in dem sie Barack Obama scharf für seinen Umgang mit einem Anschlag auf US-Soldaten in Chattanooga kritisierte.
Am 19. August 2015 gab Lahren bekannt, dass sie nicht weiter für das One America News Network arbeiten werde. Sie wechselte zum Konkurrenz-Netzwerk TheBlaze und zog hierfür nach Dallas. Ab November 2015 moderierte sie dort ihre eigene Sendung namens Tomi. Markant für dieses Format war vor allem der abschließende Teil "Final Thoughts" (deutsch: abschließende Gedanken), in dem Lahren ihre Positionen drei Minuten lang zuspitzt. Das Format wurde vor allem in den sozialen Netzwerken geteilt. Im Februar 2016 kritisierte Lahren die Sängerin Beyoncé, weil diese ihren Auftritt beim Super Bowl für eine Hommage an die Black Panther genutzt hatte, und erregte hiermit einmal mehr große Aufmerksamkeit.
Am 17. März 2017 nahm Lahren an der Talkshow „The View“ teil. Im Laufe der Sendung äußerte Lahren, dass sie für die Legalität von Schwangerschaftsabbrüchen eintrete, und begründete dies damit, dass sie für einen Minimalstaat sei. Ihre Sendung bei TheBlaze wurde daraufhin abgesetzt. Ein von Lahren in diesem Zusammenhang angestrengter Rechtsstreit wurde gütlich beigelegt. Nach ihrem Ausscheiden bei TheBlaze begann Lahren im Mai 2017 für die Great America Alliance zu arbeiten, eine Unterstützergruppe von Donald Trump. Seit August 2017 ist sie als Kommentatorin beim konservativen Fernsehsender Fox News angestellt.

## Politische Positionen
Tomi Lahren sieht sich selbst als "constitutional conservative" und erklärt, sie hege „mittige, konservative und libertäre Ansichten“. Lahren befürwortet den Zweiten Verfassungszusatz, der US-Bürgern den Besitz von Schusswaffen ermöglicht. Bei den Vorwahlen zur amerikanischen Präsidentschaft unterstützte sie den republikanischen Kandidaten Marco Rubio.
Im Juli 2016 verglich Lahren die Bürgerrechtsbewegung Black Lives Matter in einem Tweet mit dem rassistischen Geheimbund Ku Klux Klan. Daraufhin unterschrieben 56.000 Menschen eine Petition, in der sie die Absetzung ihrer Sendung bei TheBlaze forderten. Die Petition blieb ohne Erfolg.
Weithin für Aufmerksamkeit sorgte im März 2017 ihr Bekenntnis zur Legalität von Schwangerschaftsabbrüchen in der Talkshow „The View“, das auch zum Aus ihrer Sendung bei TheBlaze führte und als ungewöhnlich für Konservative gilt. In konservativen Kreisen wie der Lebensrechtsbewegung stieß sie mit ihrem Bekenntnis weitgehend auf Ablehnung. Von der politischen Linken und Feministen wurde ihre Positionierung zustimmend aufgenommen. Lahren selbst erklärte, sie sei für sich persönlich immer gegen Abtreibung gewesen, lehne jedoch staatliche Gesetze zu diesem Zweck ab.

## Belege
1. ↑  Tweet von Tomi Lahren an ihrem 22. Geburtstag, Twitter.com
2. 1 2  The Latest Big-Time Addition to TheBlaze TV Lineup Makes Her Debut — and She’s Got a Message for Hillary. TheBlaze, 15. Oktober 2015, abgerufen am 15. Mai 2018.
3. 1 2  Tomi Lahren ‘banned permanently’ from The Blaze. The Independent, 26. März 2017, abgerufen am 15. Mai 2018.
4. 1 2  Fox News hires Tomi Lahren as contributor, will appear on 'Hannity'. USA Today, 30. August 2017, abgerufen am 15. Mai 2018.
5. ↑  TOMI LAHREN. politicon.com, abgerufen am 21. September 2014.
6. 1 2  Tomi Lahren: the young Republican who’s bigger than Trump on Facebook. BBC, 30. November 2016, abgerufen am 15. Mai 2018.
7. 1 2  Rapid City woman anchors political talk show at 22. Rapid City Journal, 30. August 2017, abgerufen am 21. September 2014.
8. ↑  Fox News Signs Tomi Lahren as Contributor. Variety.com, 30. August 2017, abgerufen am 21. September 2014.
9. ↑  The one-time intern dating a SEAL who is the Right's new poster girl: How gun-loving, straight-talking Tomi Lahren became the newest thorn in Obama's side - but don't dare call her a bimbo! Daily Mail, 22. Juli 2015, abgerufen am 14. Mai 2018.
10. ↑  TV host Tomi Lahren slams Obama's Middle East policy. USA Today, 21. Juli 2015, abgerufen am 14. Mai 2018.
11. ↑  Beyoncé unleashes Black Panthers homage at Super Bowl 50. The Guardian, 8. Februar 2016, abgerufen am 14. Mai 2018.
12. ↑  Tomi Lahren, Glenn Beck put an end to legal drama with settlement. CNN, 1. Mai 2017, abgerufen am 14. Mai 2018.
13. ↑  Conservative host Tomi Lahren came out as pro-choice. USA Today, 17. März 2017, abgerufen am 14. Mai 2018.
14. ↑  ‘I’m pro-choice,’ says Tomi Lahren: ‘Stay out of my guns, and you can stay out of my body’. Washington Post, 20. März 2017, abgerufen am 15. Mai 2018.
15. ↑  New video highlights Marco Rubio’s conservative credentials. Floridapolitics.com, 14. Januar 2016, abgerufen am 15. Mai 2018.
16. ↑  Over 56,000 people want Tomi Lahren fired from The Blaze after KKK tweet. USA Today, 13. Juli 2016, abgerufen am 15. Mai 2018.
17. ↑  If You're Pitying Tomi Lahren Right Now, You're Missing the Damn Point. Allure.com, 10. April 2017, abgerufen am 15. Mai 2018.
18. ↑  Tomi Lahren returns, proves she still can’t explain the pro-abortion position. Liveaction.org, 28. Juni 2017, abgerufen am 15. Mai 2018.
19. ↑  I Owe Tomi Lahren An Apology. Theodysseyonline.com, 21. März 2017, abgerufen am 15. Mai 2018.
20. ↑  Tomi Lahren Will Not Shut Up. Politico Magazine, abgerufen am 15. Mai 2018.